# Aloe camperi
Aloe camperi là một loài thực vật có hoa trong họ Măng tây. Loài này được Schweinf. mô tả khoa học đầu tiên năm 1894.

## Hình ảnh

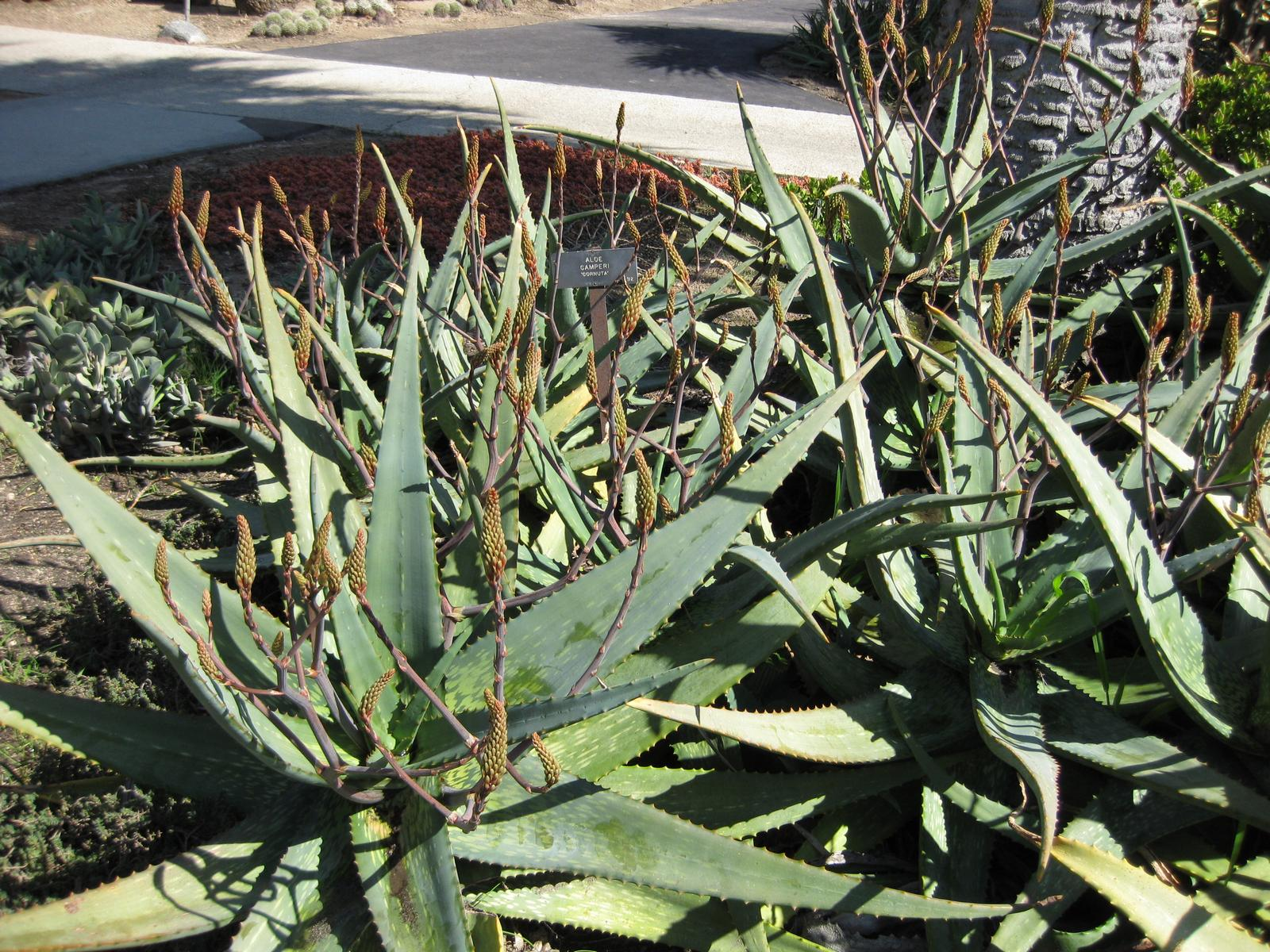
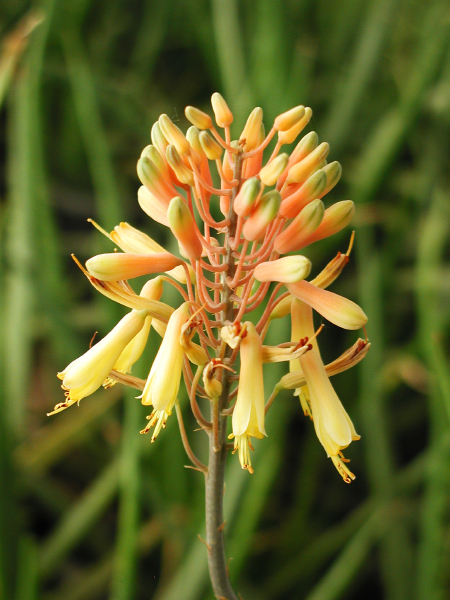
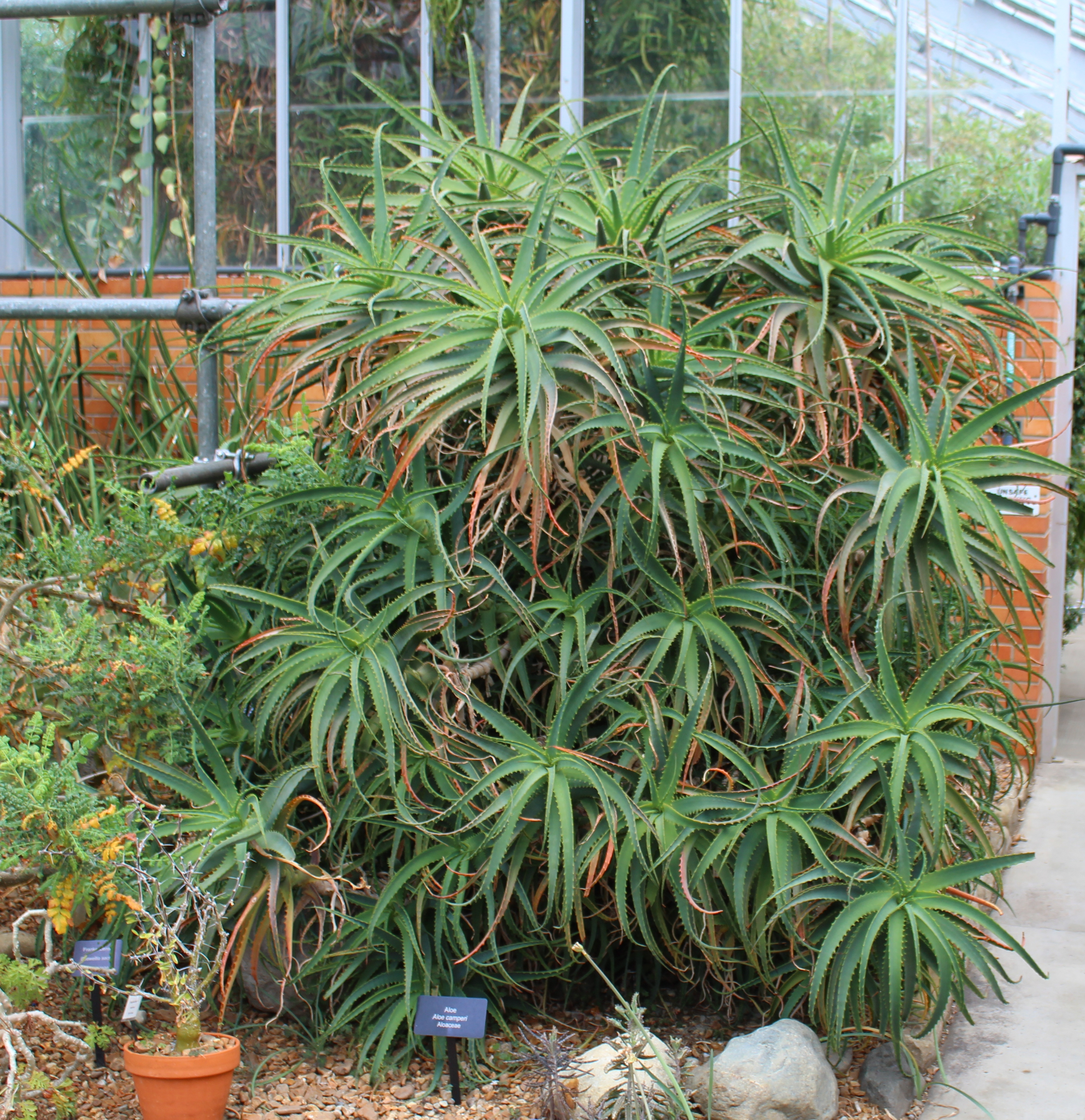
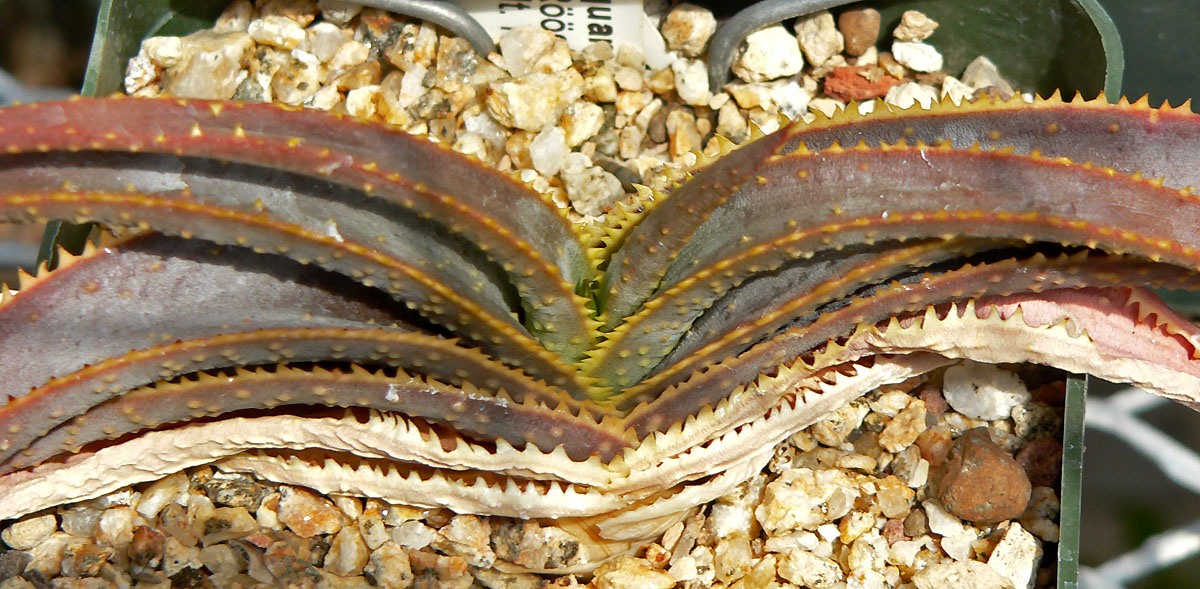